# Hinemoana Baker

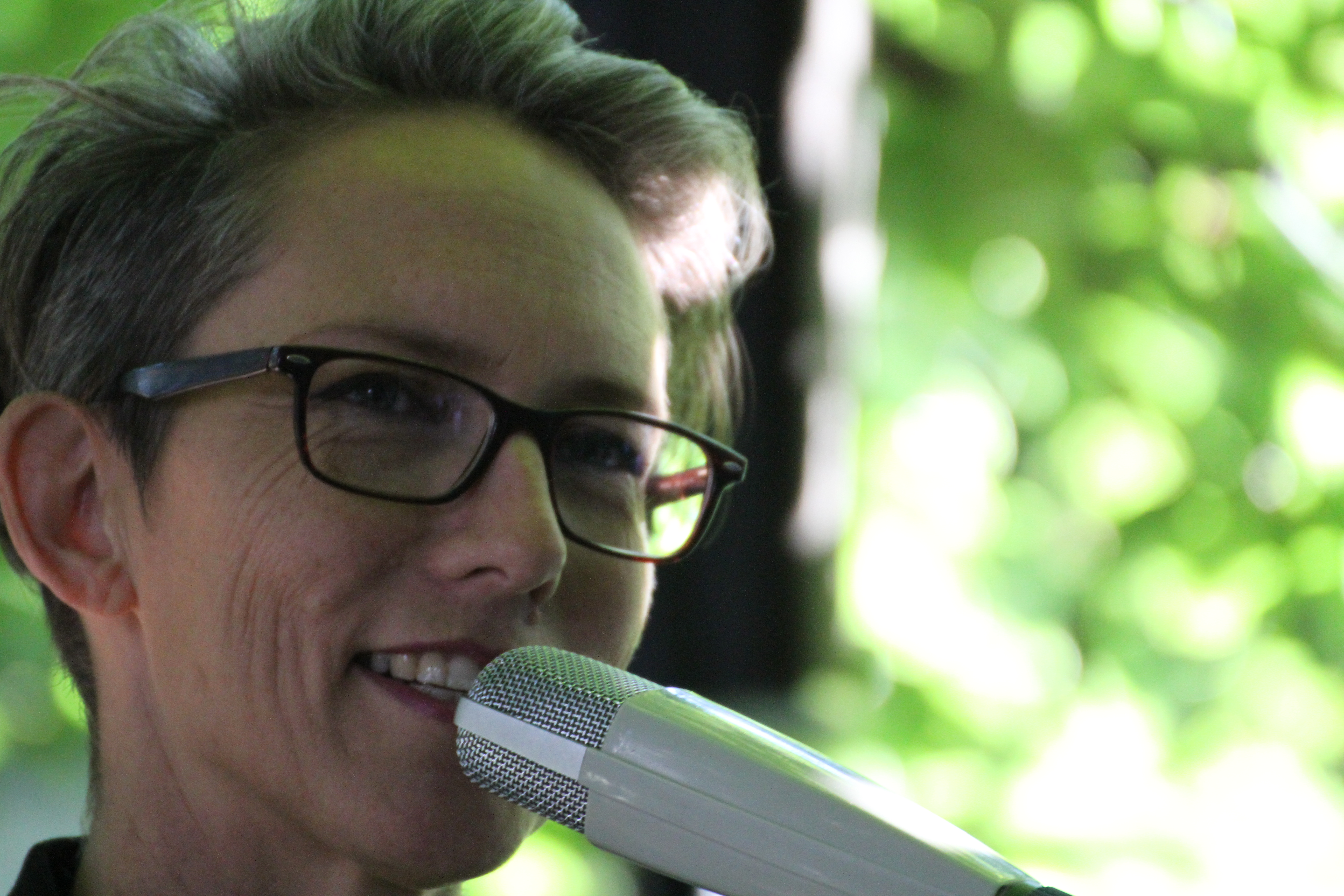
Hinemoana Baker auf dem Lyrikmarkt in Berlin 2016

Hinemoana Baker (geboren 19. März 1968 in Christchurch) ist eine Lyrikerin und Singer-Songwriterin, die auch kreative Schreibkurse gibt.

## Leben
Hinemoana Baker stammt väterlicherseits von den Māori, genauer den Ngāi Tahu, den Ngāti Raukawa, den Ngāti Toa und den Te Āti Awa ab und spricht und schreibt deshalb auch in der maorischen Sprache. Sie hat aber auch familiäre Wurzeln in England und in Oberammergau. Sie lebte in ihrer Kindheit und Jugend in Whakatāne und in Nelson, anschließend über zwanzig Jahre in Wellington und im Distrikt Kapiti Coast. Sie tritt seit 1990 sowohl als Lyrikerin, als auch als Singer-Songwriterin international auf. So hatte sie Lesungen und Konzerte nicht nur in Neuseeland, sondern auch in Indonesien, Australien, Europa und den USA. Neben der Arbeit an ihren Texten und Liedern ist sie auch als Produzentin tätig und war bei Radio New Zealand National Moderatorin einer Sendung über die Musik der Māori, Waiata. Sie hat mehrere Radio-Features für den Sender produziert.
Die Lyrik von Hinemoana Baker bringt unterschiedliche Kulturen und Denkweisen zusammen, die sich teilweise gegenseitig hinterfragen. Die familien- und kollektivorientierten Werte und Normen der Maorikultur treffen auf die Individualisierungsbestrebungen aus den Pākehā-Kulturen. Viele der Gedichte drücken Gefühle wie Liebe, Freude und Dankbarkeit, aber auch Trauer, Schmerz oder das Gefühl, nicht zu genügen, aus. Ihre Gedichte wurden von Kritikern wiederholt als anmutig beschrieben.

## Veröffentlichungen

### Bücher
- mātuhi | needle, Victoria University Press, Wellington und Perceval Press, Santa Monica 2004
- kōiwi kōiwi | bone bone, Victoria University Press, Wellington 2010
- waha | mouth, Victoria University Press, Wellington 2014

### Alben
- puāwai, Jayrem Records, 2004
- snap happy (zusammen mit Christine White als Taniwha), 2008

## Auszeichnungen
- Finalistin des NZ Music Awards und der APRA Silver Scrolls für den Māori Language award
- 2009 Arts Queensland Poet in Residence
- 2010 Writer in residence des International Writing Programme der University of Iowa in 2010
- 2014 Writer in residence am International Institute of Modern Letters der Victoria University
- 2016 Creative New Zealand's Berlin Writer's Residency in Berlin[3]